# Calle de Quinto Fabio
La calle de Quinto Fabio es una vía pública de la ciudad española de Sagunto.

## Descripción
La vía nace en la confluencia de la calle de José Lerma con la de Gilet y discurre hasta llegar a la del Acueducto. Se habría conocido como «carrer de Cocas» por el apodo de uno de sus habitantes, pero a finales del siglo XIX se le cambió el título por el actual para honrar al general romano Quinto Fabio. Aparece descrita en el Nomenclator de las calles, plazas y puertas antiguas y modernas de la ciudad de Sagunto (1901) de Antonio Chabret y Fraga con las siguientes palabras:

Quinto Fabio (calle de). Empieza en la calle de Gilet y concluye en la del Acueducto. Antes se llamaba calle de Cocas y recientemente se le cambió el nombre en honor del esclarecido saguntino que, durante las guerras de Sertorio, peleó al lado de Pompeyo.
(Chabret y Fraga, 1901b, p. 85)